# Евгеновка (Житомирская область)
Евгеновка (укр. Євгенівка) — село на Украине, находится в Емильчинском районе Житомирской области.
Код КОАТУУ — 1821780303. Население по переписи 2001 года составляет 19 человек. Почтовый индекс — 11265. Телефонный код — 4149. Занимает площадь 0,122 км².

## Адрес местного совета
11265, Житомирская область, Емильчинский р-н, с. Аннополь, ул. Центральная, 23